# أسترة

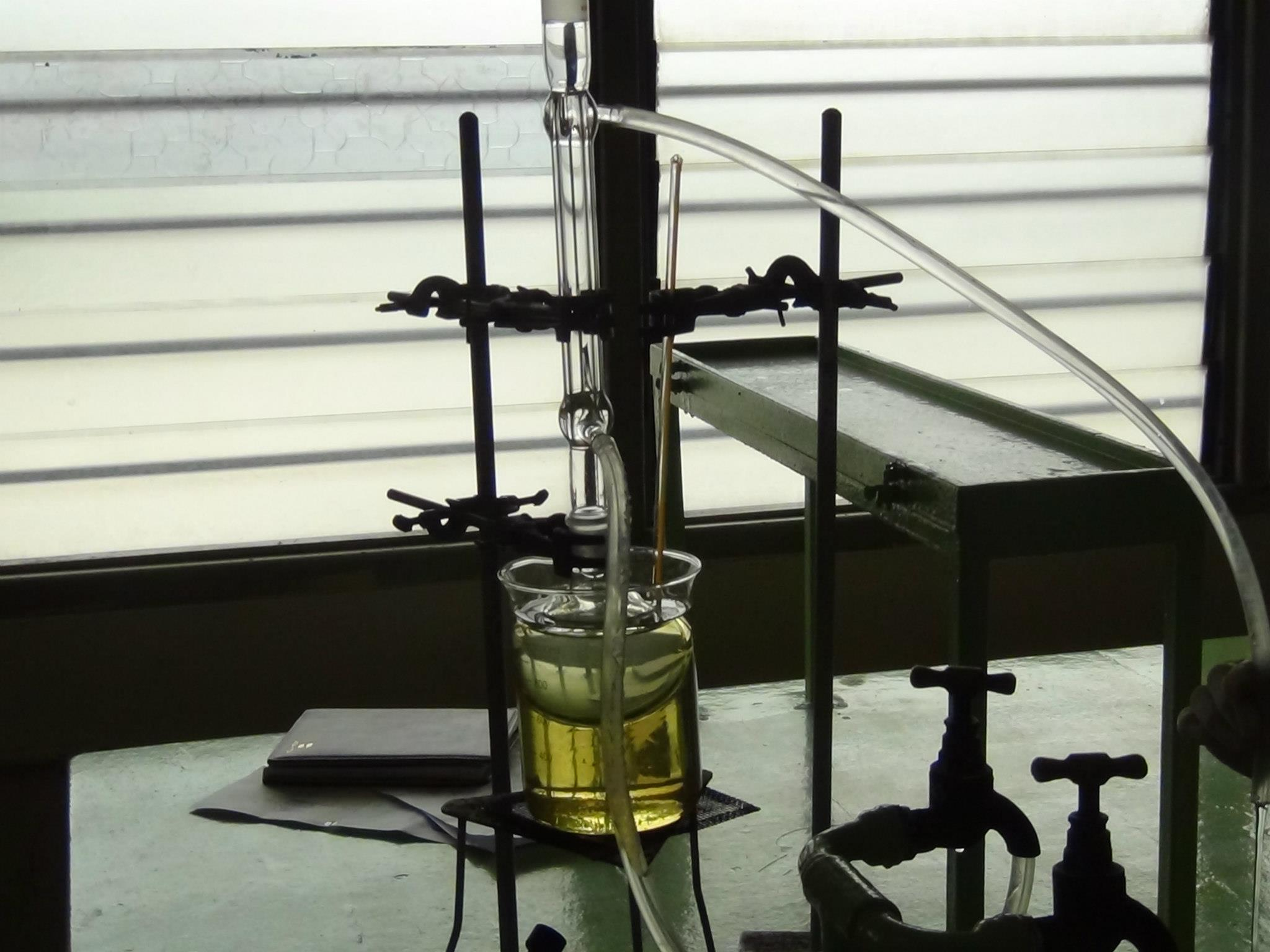
إجراء تفاعل أسترة لاصطناع بنزوات الميثيل.

الأسترة في الكيمياء هو التفاعل الكيميائي الذي يؤدي إلى تشكيل الإستر، والذي يحدث من تفاعل كحول مع حمض، حيث يتشكل الإستر الموافق، بالإضافة إلى الماء. عادةً ما يحدث تفاعل الأسترة في الأحماض الكربوكسيلية، وهو تفاعل غير ناشر للحرارة. بالمقابل، يمكن أن يحدث تفاعل أسترة مع أحماض لا عضوية، مثل حمض الفوسفوريك وحمض السلفونيك وحمض الكبريتيك، لتتشكل الاسترات اللاعضوية الموافقة.
يصنف تفاعل الأسترة كيميائياً ضمن تفاعلات التكاثف، وهو تفاعل متوازن يحدث بين الكحولات أو الفينولات مع الأحماض (الكربوكسيلية غالباً) كما في التفاعل العام التالي:
يحدث تفاعل الأسترة العضوي في الكحولات الأولية والثانوية، أما في الكحولات الثالثية فتنفصل مجموعة الهيدروكسيل OH- في الكحول الثالثي بشكل كامل، ويضاف أيون الكربينيوم إلى الحمض الكربوكسيلي.

## أسترة فيشر
وجد العالم إيميل فيشر أن إضافة كميات قليلة من حمض قوي إلى وسط تفاعل الأسترة يسرّع التفاعل بشكل كبير، ولا حاجة إلى إضافة كميات كبيرة كما كان يتم سابقاً.
يمكن تفسير آلية التفاعل في أسترة فيشر كالتالي:
في الخطوة الأولى تحدث عملية برتنة للحمض الكربوكسيلي، بحيث يتشكل كاتيون له الصيغة الرنينية التالية:
يتعرّض هذا الكاتيون في الخطوة التالية من التفاعل إلى هجوم محب للنواة (نكليوفيلي) من الزوج الإلكتروني الحر الموجود على ذرة الأكسجين في مجموعة الهيدروكسيل. نتيجة هذا التقارب تقوم ذرة الهيدروجين بتشكيل رابطة هيدروجينية جسرية بين جزيئية مع ذرة أكسجين في مجموعة الكربوكسيل بحيث تتشكل رابطة كيميائية في النهاية، ونحصل على أيون أوكسونيوم.
يتفكك أيون أوكسونيوم المتشكل في الخطوة السابقة إلى الماء وإلى كاتيون يعطي الإستر الموافق عند نزع بروتون منه:
يمكن التحقق من آلية تفاعل الأسترة المذكور بإجراء عملية وسم نظيري لذرة الأكسجين في الكحول.